# Ruthless Records
Ruthless Records is een platenlabel, opgericht door rapper Eazy-E en Jerry Heller. In 1986 tekende Dr. Dre een contract bij Eazy-E. Begin jaren 90 wordt ook Atban Klann (A Tribe Beyond a Nation, later bekend als The Black Eyed Peas) binnen gehaald. Samen met de producers Dr. Dre, DJ Yella, de MC's Ice Cube en MC Ren, vormde Eazy-E de groep N.W.A (Niggaz With Attitudes). In het begin was het de bedoeling dat Eazy-E alleen voor de productie zorgde en niet mee ging rappen. De andere leden hebben hem uiteindelijk zo ver gekregen dat hij een actief lid werd in de groep. Dr. Dre kreeg later ruzie met Eazy-E en verliet de groep wat het einde van N.W.A betekende. De grootste aanwinst voor Ruthless werd naast N.W.A, Bone Thugs-n-Harmony.
In 1995 overleed Eazy-E aan de gevolgen van aids waardoor zijn vrouw het platenlabel overnam. Intussen is het label overgenomen door Epic Records, onder de paraplu van Sony BMG.